# Anskar-Kirche

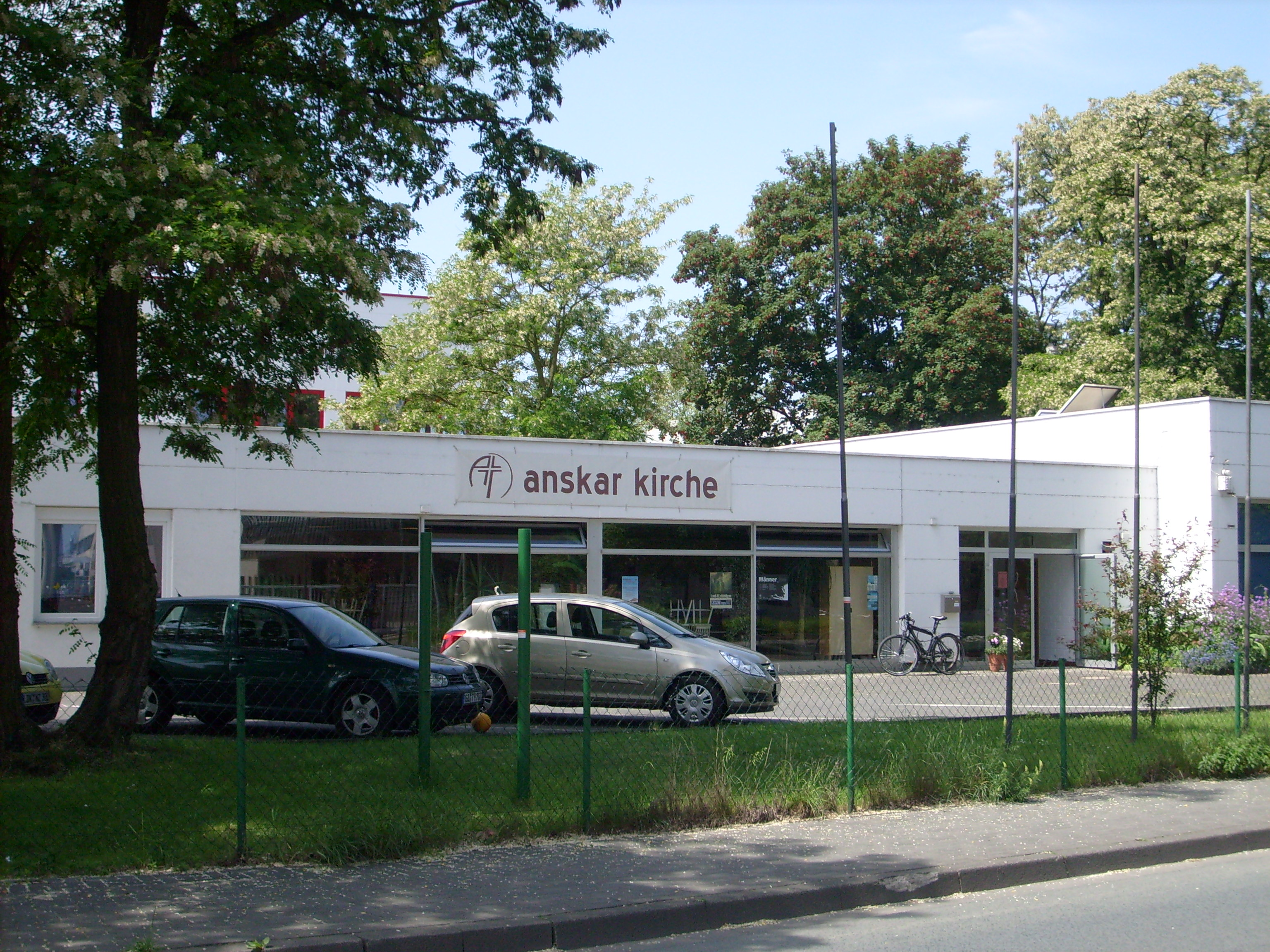
Anskar-Kirche Wetzlar

Die Anskar-Kirche Deutschland e. V. (AKD) ist eine christliche Freikirche, die nach dem ersten Erzbischof von Hamburg und Bremen, Ansgar (oder Anskar, 801–865), benannt wurde. Sie versteht sich selbst sowohl der evangelikalen als auch der charismatischen Bewegung zugehörig; sie wird auch der neocharismatischen Bewegung zugerechnet. Ihre Gemeinden stehen der Deutschen Evangelischen Allianz (DEA) nahe. Seit November 2007 war die Anskar-Kirche Gastmitglied in der Vereinigung Evangelischer Freikirchen (VEF), seit Herbst 2014 ist sie dort Vollmitglied. Seit 2013 gehört sie der Arbeitsgemeinschaft Christlicher Kirchen (ACK) Hessen-Rheinhessen an.
Die Anskar-Kirche wurde 1988 von dem ehemals lutherischen Pastor Wolfram Kopfermann in Hamburg nach dessen Kirchenaustritt gegründet und bezeichnete sich in ihrer Anfangsphase als lutherisch. Wolfram Kopfermann trat zum 25-jährigen Anskar-Jubiläum am 22. September 2013 zurück und übergab sein Amt an Tillmann Krüger. Er war seit 2005 Pastor der Anskar-Kirche Hamburg-Mitte, die er seit Januar 2008 auch leitete. Zudem ist er Mitglied des Leitungskreises der Evangelischen Allianz in Hamburg und im Arbeitskreis für evangelikale Theologie (AfeT). Krüger wechselte im April 2019 nach Braunschweig in die baptistische Friedenskirche. Neuer Gesamtleiter der Anskar-Kirche ist seitdem Alexander Hirsch.
Es gibt unter anderem Gemeinden in Hamburg (Mitte und West), Marburg, Nürnberg, Wetzlar und Bad Arolsen sowie ein Gemeindegründungsprojekt in Bayreuth. Das 2000 gegründete Projekt Anskar-Kirche Leipzig wurde 2008 beendet.
Die Anskar-Kirche arbeitet für ihre Kinder- und Jugendarbeit mit der Christlichen Pfadfinderschaft Royal Rangers zusammen.